# Nederlandse Intelligentietest voor Onderwijsniveau
De Nederlandse Intelligentietest voor Onderwijsniveau (NIO) is een Nederlandse test voor het onderwijs en wordt voornamelijk gebruikt om te testen welk onderwijsniveau in het voortgezet onderwijs het beste bij het kind aansluit.
De NIO kan worden afgenomen bij leerlingen van groep 7 en 8 in het basisonderwijs, en de eerste drie klassen in het voortgezet onderwijs. De NIO meet algemene intelligentie en geeft een indicatie van het aanlegniveau van kinderen. Het geeft een zeer betrouwbaar advies om het niveau van leerlingen te bepalen, van vmbo tot en met vwo.

## Inhoud van de toets
De NIO bestaat uit zes subtests:
- verbaal inzicht: Synoniemen, Analogieën en Categorieën;
- rekenkundig-ruimtelijk inzicht: Getallen, Rekenen en Uitslagen.

Iedere subtest wordt voorafgegaan door twee tot twaalf oefenvoorbeelden. Deze worden gemaakt en besproken. Dit geeft de leerlingen de gelegenheid om vragen te stellen. Vooraf opgaven oefenen is dus niet nodig. De normering van de NIO is gebaseerd op leerlingen die zonder te oefenen de test hebben gemaakt. Vooraf oefenen zou daardoor de testuitslag vertekenen, waardoor de leerling een te laag of een te hoog schooladvies krijgt.

## Schooladvies
De NIO geeft een advies op basis van het intelligentieniveau van de leerling. De NIO-uitslag geeft onder andere aan hoe goed de leerling presteert, variërend van 'zeer laag' tot 'zeer hoog', ten opzichte van de verschillende onderwijstypen. 
| Score       | Advies                                              |
| ----------- | --------------------------------------------------- |
| 50 t/m 75   | praktijkonderwijs profiel dagbesteding/profiel werk |
| 75 t/m 80   | praktijkonderwijs profiel vervolgopleiding/vmbo-BB  |
| 80 t/m 100  | vmbo-KB/vmbo-GL                                     |
| 100 t/m 105 | vmbo-tl of vmbo-tl/havo                             |
| 105 t/m 110 | mavo/havo                                           |
| 110 t/m 115 | havo                                                |
| vanaf 115   | vwo                                                 |

## Vergelijking met de Cito Eindtoets
Het is mogelijk de scores van deze toetsen met elkaar te vergelijken.
| NIO         | CITO              | Advies                                  |
| ----------- | ----------------- | --------------------------------------- |
| 100 t/m 107 | 534 t/m 537       | vmbo-tl of vmbo-tl/havo                 |
| 108 t/m 115 | 538 t/m 541       | havo                                    |
| vanaf 116   | vanaf 542 t/m 544 | havo/vwo                                |
| vanaf 118   | vanaf 545         | vwo (gymnasium, Tvwo, technasium etc.)  |
| vanaf 119   | vanaf 546         | vwo+ (gymnasium, Tvwo, technasium etc.) |
| vanaf 120   | 547 of hoger      | vwo+ (gymnasium, Tvwo, technasium etc.) |

De NIO en de Cito Eindtoets voorspellen de eerste twee jaar van het voortgezet onderwijs ongeveer even goed. Op de lange termijn is er een verschil waar te nemen: het grootste deel van de leerlingen die een schooladvies (mede) op basis van de NIO hebben gekregen zitten nog steeds op het geadviseerde niveau. Leerlingen die een schooladvies hebben gekregen op basis van alleen de Cito Eindtoets, hebben een grotere kans om na het derde of vierde jaar door te stromen naar een lager niveau.
De CITO Eindtoets meet schoolvorderingen, dat is wat de leerling heeft geleerd tijdens zijn schoolcarrière (de feitelijke schoolprestaties). De NIO is een intelligentietest, die meet wat er ‘in’ de leerling zit (de mogelijke schoolprestaties). In het algemeen komen de uitslagen van een schoolvorderingstoets en een intelligentietest met elkaar overeen, maar dat hoeft niet.